# Вереття (Бєжаницький район)
Вереття (рос. Веретье) — присілок в Бєжаницькому районі Псковської області Російської Федерації.
Населення становить 12 осіб. Входить до складу муніципального утворення Чихачьовське муніципальне утворення.

## Історія
Від 2005 року входить до складу муніципального утворення Чихачьовське муніципальне утворення.

## Населення
| 2001 | 2002 | 2010 |
| ---- | ---- | ---- |
| 19   | ↗22  | ↘12  |